# Municipio Nuovo (Hannover)

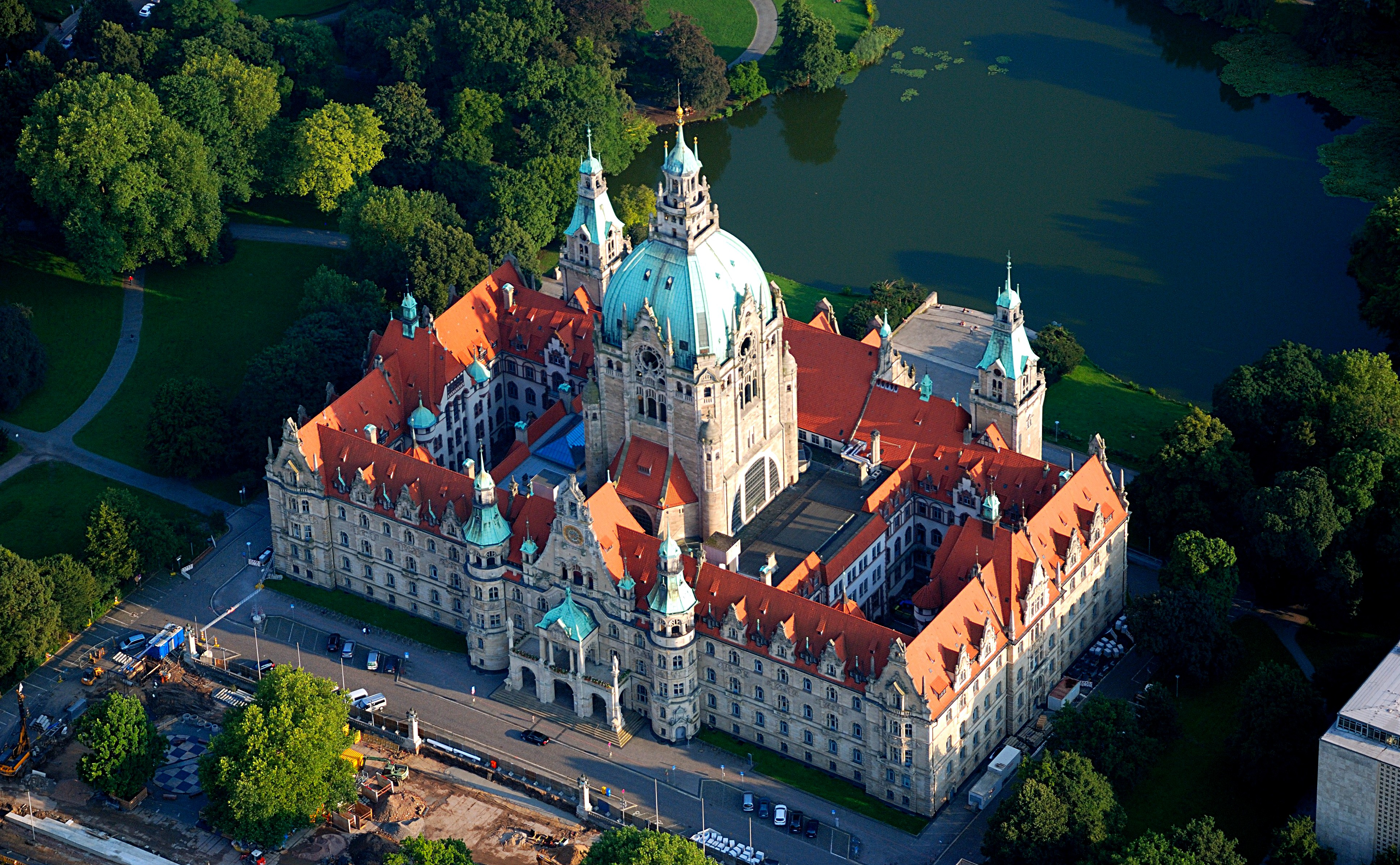
Veduta aerea.

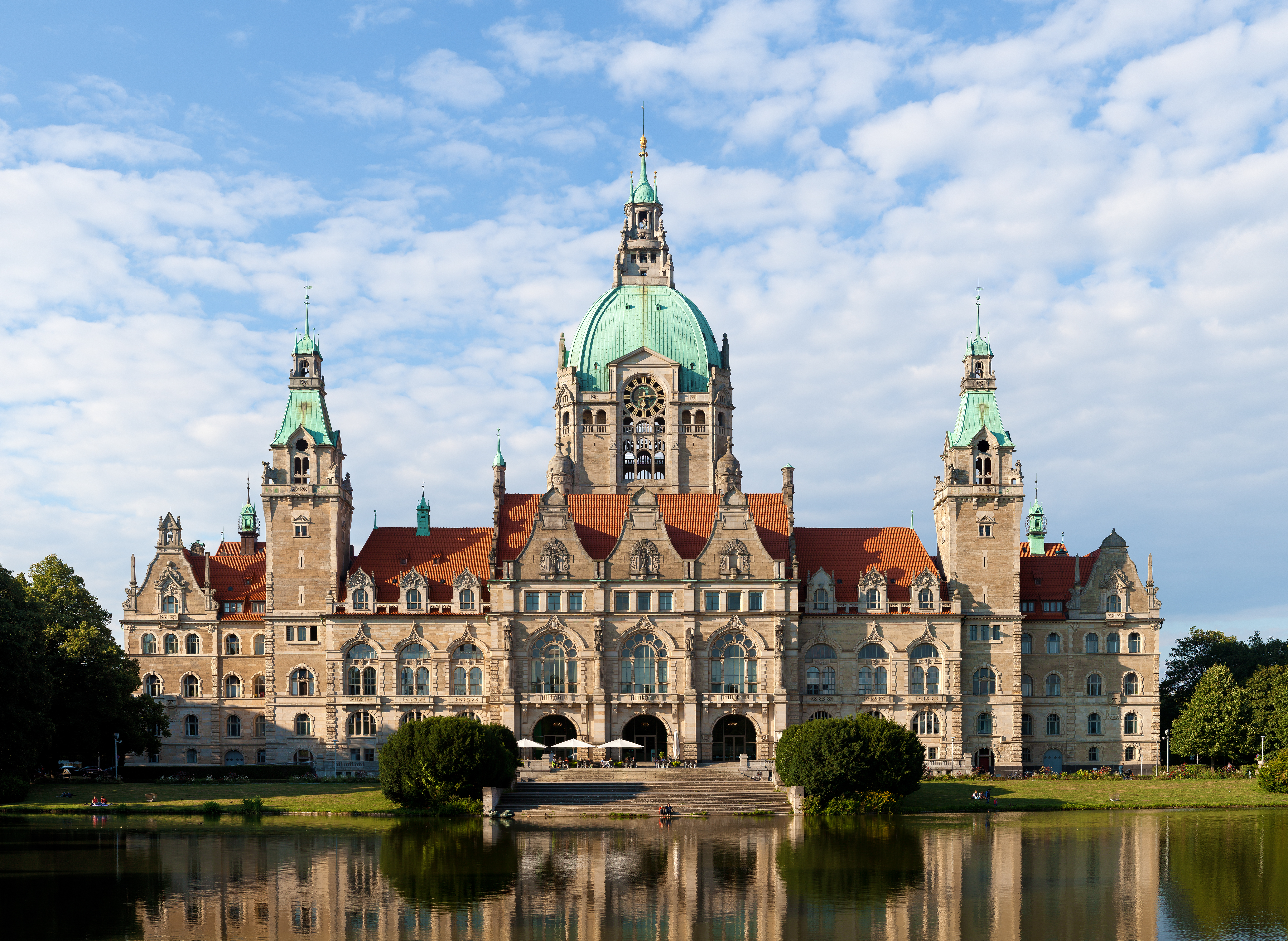
La facciata del Neues Rathaus di Hannover.

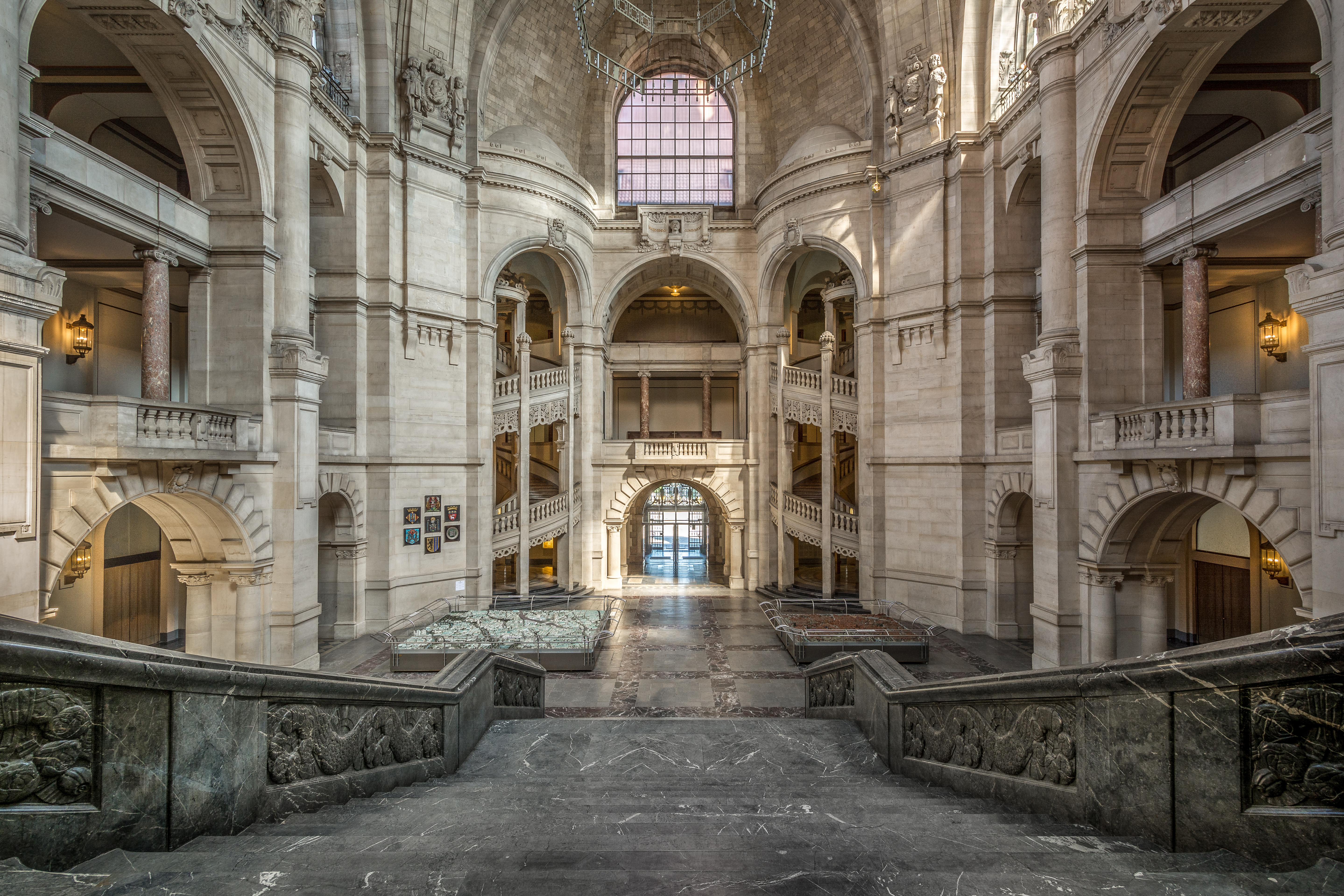
L'interno.

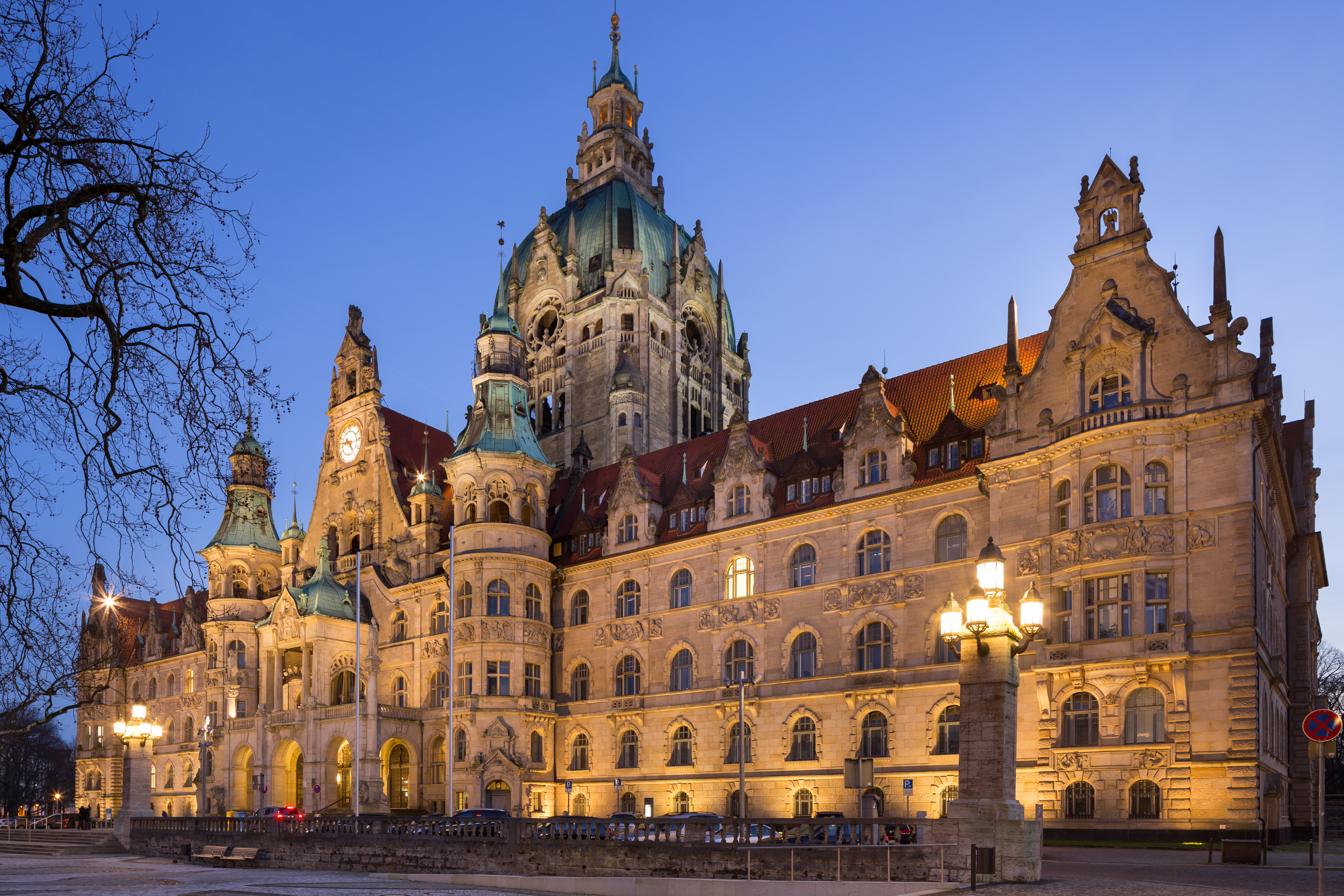
La facciata principale in notturna.

Il Municipio Nuovo (in tedesco: Neues Rathaus) è uno storico edificio della Trammplatz di Hannover, in Germania.
Costruito in stile eclettico tra il 1901 e il 1913, è sede dell'amministrazione cittadina, nonché uno dei monumenti-simbolo del capoluogo della Bassa Sassonia.
Si tratta di uno dei pochi monumenti cittadini che non furono danneggiati nel corso della seconda guerra mondiale.

## Ubicazione
Il Neues Rathaus sorge nella parte meridionale del centro di Hannover, al nr. 2 di Trammplatz, nel Maschpark, di fronte ad un laghetto, il Maschteich, nei pressi del Maschsee e lungo il corso del fiume Leine. È situato vicino al Niedersächsisches Landesmuseum (il museo della Bassa Sassonia) e allo Sprengel-Museum e non lontano dal Niedersachsenstadion.

## Storia
L'edificio fu costruito in un periodo in cui Hannover era ancora un regno.
Fu eretto in una zona molto paludosa nei pressi del fiume Leine e, per impedirne lo sprofondamento, furono utilizzati come fondamenta 6.023/6.026 pali in legno di faggio.
Il municipio fu inaugurato il 20 luglio 1913, alla presenza dell'imperatore Guglielmo II.

E proprio rivolgendosi all'imperatore, il sindaco della città, Heinrich Tramm, esclamò durante l'inaugurazione: «Alles bar gezahlt, Majestät!», ovvero "Pagato, tutto in contanti, maestà!".
In onore del sindaco Tramm, la piazza antistante l'edificio è stata chiamata Trammplatz.
Con l'inaugurazione, il Nuovo Municipio sostituì il palazzo Wangenheim (Wangenheimpalais) come sede principale dell'amministrazione, che si era trasferita dall'Altes Rathaus al Wangenheimpalais nel 1863.
Durante i bombardamenti sulla città nel corso della seconda guerra mondiale, l'edificio fu solamente sfiorato da un'unica bomba e, per questo motivo, si è conservato pressoché intatto.
|  |

## Caratteristiche
L'edificio poggia su fondamenta costituite da 6.023/6.026 pali in legno di faggio.
Presenta una cupola che raggiunge un'altezza di 97,73 metri e alla quale si può accedere tramite un ascensore. La cupola con la sua piattaforma di osservazione, è alta 97,73 m. L'ascensore della cupola è unico al mondo in quanto il suo percorso ad arco segue la forma parabolica della cupola. Spesso viene erroneamente descritto come un ascensore inclinato che sale sulla cupola e paragonato agli ascensori della Torre Eiffel, che in realtà viaggiano solo in diagonale, senza cambiare il loro angolo di inclinazione.

Al suo interno, si trovano, tra l'altro, quattro  plastici che ricostruiscono la città di Hannover in quattro diverse fasi storiche (nel XVII secolo, prima e dopo la seconda guerra mondiale e nel XX secolo). Tra i dipinti, da segnalare Il giuramento di fedeltà di Ferdinand Hodler, nella sala dedicata al pittore.
Nel 2008, fu costruito un nuovo ascensore per permettere ai visitatori di salire fino alla cima della cupola, in sostituzione dell'ascensore precedente, vecchio di 97 anni.